# Nicola Capo Baratta
Nicola Capo Baratta, més conegut com a Nicolàs Capo, doctor Capo o professor Capo (Laurito, Itàlia, 1899 - Barcelona, 1977) fou un naturista italià establert a Catalunya. Va ser un gran divulgador de la trofologia, que defensa el nudisme i una dieta per regenerar les malalties produïdes per una mala alimentació. Es definia a si mateix com a humanista, lliurepensador i pacifista –va ser un gran admirador de Gandhi, amb qui es cartejà.
Amb 12 anys va emigrar a l'Uruguai juntament amb el pare –vidu– i cinc germans. A l'Uruguai es convertí en defensor del naturisme. El 1920 fundà, amb el naturòpata gallec Jose Castro Blanco, l'Escuela Libre Naturista a Montevideo. El 1923 es va traslladar a la península Ibèrica, primer a Vigo i poc després a Barcelona, on el 1925 fundà l'Escola d'Ensenyança Trofològica Naturista Pentalfa, que edità la revista Pentalfa (1926-1937). Escola i revista van esdevenir un dels referents més importants del naturisme a la península. El 1938 es va haver d'exiliar i va entrar al camp de concentració d'Argelers. Va tornar a Catalunya i el van detenir i enviar al batalló disciplinari a Nanclares de Oca del 1941 al 1944; a més, va haver de passar per la presó Model en diferents ocasions. El 1951 va constituir la Penya Vegetariana de Barcelona i la Federació Vegetariana Espanyola. Capo tenia un despatx al carrer de Pelai de Barcelona, on rebia els pacients.
Nicola Capo es va casar amb Ramona Perera (1904-1981), filla de les Borges Blanques, amb la qual va tenir tres fills: Apolo, Edeina i Odina. Hi ha documents de Capo a l'Arxiu de Salamanca, que la filla ha reclamat.

## Obra
- Trofología práctica (1923)
- El secreto del electromagnetismo de los elementos naturales